# Conflito do Líbano de 1860

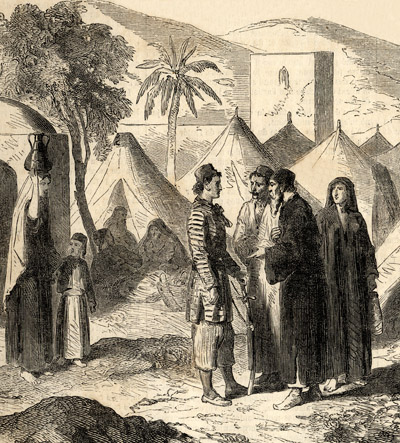
Refugiados cristãos durante a contenda entre drusos e maronitas no Líbano.

O conflito do Líbano de 1860 foi o ápice de uma revolta camponesa que começou no norte do Líbano como uma rebelião de camponeses maronitas contra seus senhores drusos. Logo se espalhou para o sul do país, onde a rebelião mudou seu caráter, e os drusos se voltaram contra os cristãos maronitas.
10 mil a 20 mil cristãos foram massacrados pela plebe drusa. Cerca de 380 vilarejos cristãos e 560 igrejas foram destruídas. Os drusos e muçulmanos também sofreram pesadas perdas.

## Crise no Líbano de 1860

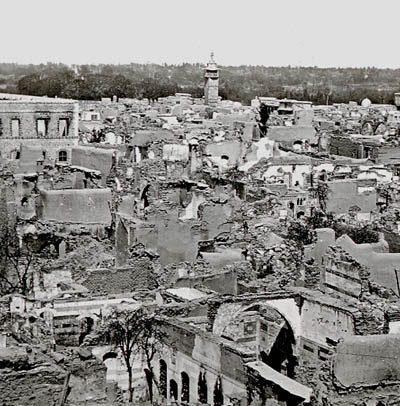
O bairro cristão de Damasco destruído em 1860.

Em 1858, os camponeses maronitas, movidos pelo clero, se revoltaram contra os senhores feudais maronitas e estabeleceram uma república camponesa. No sul do Líbano, onde os camponeses maronitas trabalhavam para senhores drusos, os camponeses drusos do lado de seus senhores contra os maronitas, transformaram o conflito em uma guerra civil. Apesar de ambos os lados sofrerem, cerca de 10.000 maronitas foram massacrados nas mãos dos drusos.
Na Síria, os acontecimentos no Líbano provocaram na população muçulmana de Damasco para atacar a minoria cristã que têm entre 5.000 a mais de 25.000 destes últimos sendo mortos, [carece de fontes?], incluindo os cônsules americanos e holandeses, dando ao evento uma dimensão internacional.
Sob a ameaça de intervenção europeia, as autoridades otomanas restauraram a ordem. No entanto, a intervenção francesa e britânica se seguiram. Sob pressão europeia ainda mais, o sultão decidiu nomear um governador cristão no Líbano, cuja candidatura deveria ser apresentada pelo Sultão e aprovada pelas potências europeias.